# Sicalis auriventris
El chirigüe grande  (Sicalis auriventris), también conocido como jilguero grande (en Argentina), chirihue dorado (en Chile) o semillero grande, es una especie de ave paseriforme de la familia Thraupidae perteneciente al género Sicalis. Es nativo de regiones andinas del suroeste de Sudamérica.

## Distribución y hábitat
Se distribuye a lo largo de la cordillera de los Andes entre Argentina (desde Salta, hasta Santa Cruz) y Chile (desde Antofagasta hasta Talca, y localmente hasta el sur en Magallanes).
Esta especie es considerada bastante común en su habitat natural: los pastizales y arbustales abiertos de altitud, y cerca de habitaciones humanas, mayormente entre 1800 y 3000 m, pero más bajo hacia el sur y en invierno.

## Descripción
Mide entre 14,5 y 15 cm de longitud, a pesar del nombre no es mucho mayor que los otros chirigües.
El macho es de un color amarillo dorado por todo el cuerpo excepto las alas que son de un color oliváceo amarillento, la hembra y los ejemplares jóvenes son de un color oliváceo con pequeñas pintas amarillas.

## Comportamiento y Alimentación
El chirigüe grande es un ave gregaria que se encuentra en grupos de hasta 20 individuos. Es un ave activa y ruidosa que emite un canto alegre y melodioso. Se alimenta principalmente de semillas, frutas e insectos. Se alimenta de semillas, larvas, arácnidos e insectos.

### Cantos y comunicación
- Tipos de cantos: El chirigüe grande tiene un repertorio de cantos complejo que utiliza para comunicarse con otros individuos de su especie. Estos cantos pueden variar según el contexto, como el cortejo, la defensa del territorio o la búsqueda de alimento.[9]
- Comunicación no vocal: Además del canto, el chirigüe grande también utiliza otros métodos de comunicación, como el lenguaje corporal y las llamadas de alarma.

### Reproducción
El chirigüe grande construye nidos en forma de copa en árboles o arbustos. La hembra pone de 2 a 4 huevos de color blanco con manchas marrones. Ambos padres incuban los huevos y cuidan de las crías.

## Sistemática

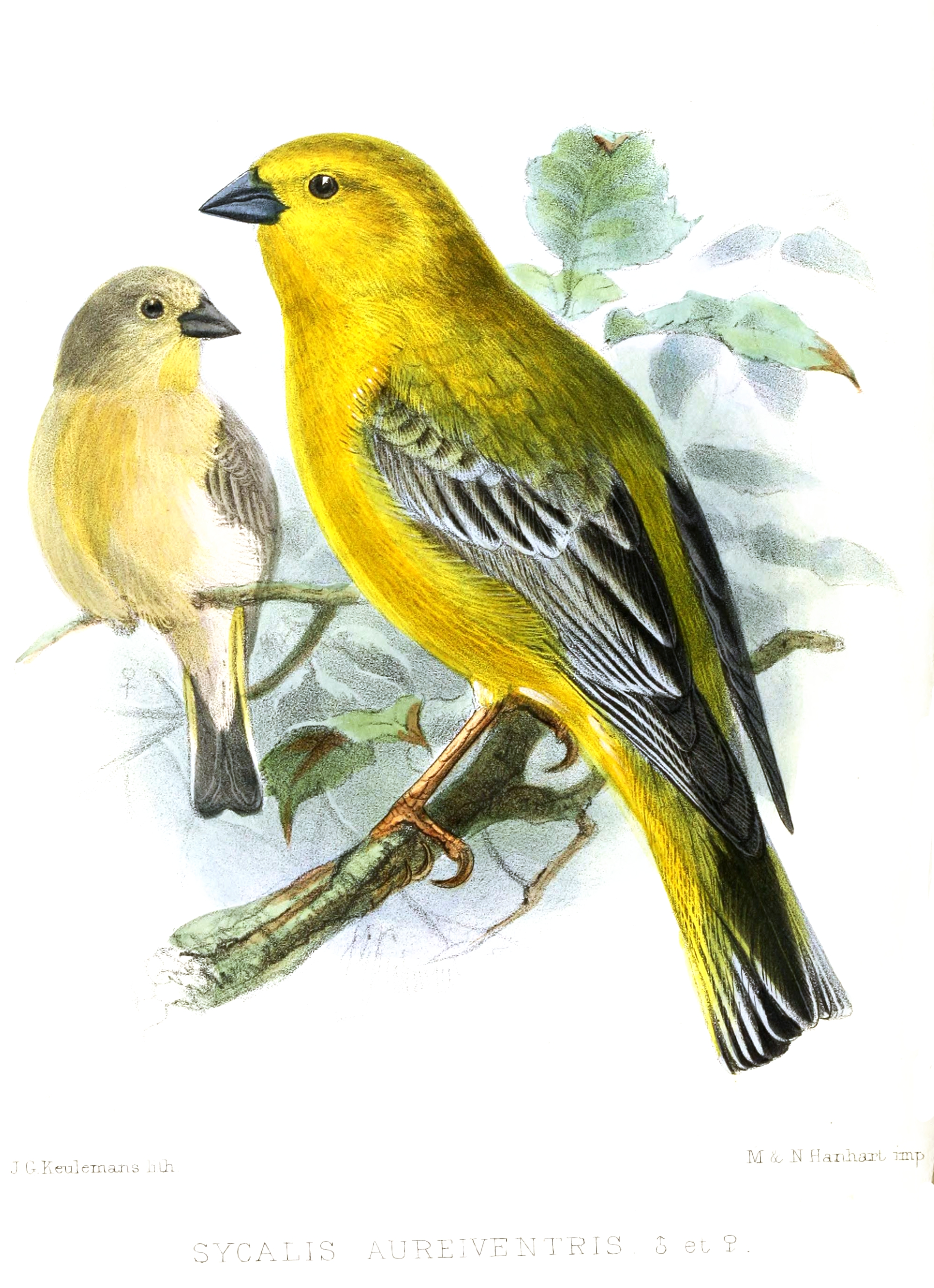
Sycalis aureiventris, macho (adelante), hembra (detrás), ilustración de Keulemans en The Ibis, 1872.

### Descripción original
La especie S. auriventris fue descrita por primera vez por los ornitólogos alemanes radicados en Chile Rodolfo Amando Philippi  y Christian Ludwig Landbeck en 1864 bajo el nombre científico Sycalis aureiventris; su localidad tipo es: «cordilleras de Santiago, Chile».

### Etimología
El nombre genérico femenino Sicalis proviene del griego «sikalis, sukalis o sukallis»: pequeño pájaro de cabeza negra, mencionado por Epicarmo, Aristóteles y otros, no identificado, probablemente un tipo de curruca Sylvia; y el nombre de la especie «auriventris» se compone de las palabras del latín  «aurum»: oro, y «ventris»: vientre.

### Taxonomía
Es monotípica. Los datos presentados por los amplios estudios filogenéticos recientes demostraron que la presente especie es próxima del par formado por Sicalis raimondii y Sicalis lutea.
El taxón descrito Sicalis holmbergi López-Lanús, 2017, de la Sierra de la Ventana en la provincia de Buenos Aires es considerado inválido y una población aislada de la presente especie.